# 拉朗
拉朗（法語：Laran，法語發音：[laʁɑ̃]）是法国上比利牛斯省的一个市镇，属于塔布区。

## 地理
拉朗（43°14'4"N, 0°28'55"E）面积3.44 平方千米，位于法国奧克西塔尼大區上比利牛斯省，该省份为法国西南部内陆省份，北至热尔省，西接大西洋比利牛斯省，南与西班牙接壤，东临上加龙省。
与拉朗接壤的市镇（或旧市镇、城区）包括：科布、戈桑、蒙莱翁马尼奥阿克、雷屈尔。

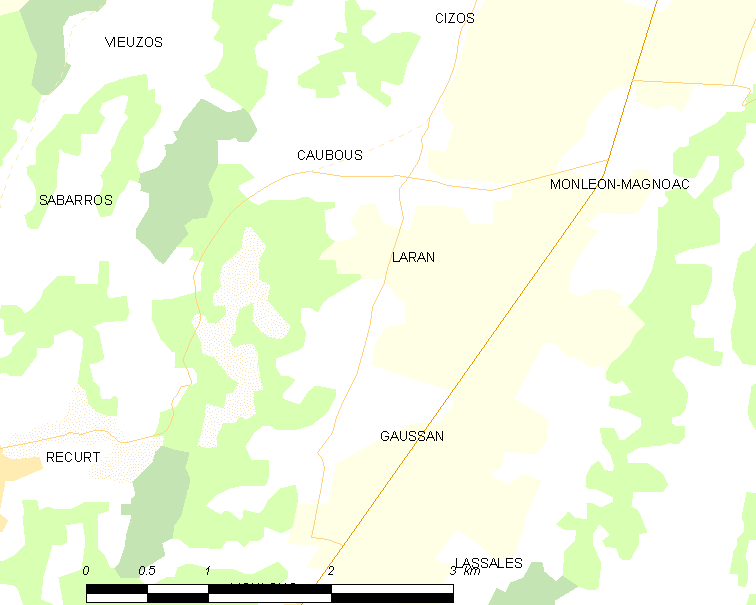
拉朗的OSM定位图

拉朗的时区为UTC+01:00、UTC+02:00（夏令时）。

## 行政
拉朗的邮政编码为65670，INSEE市镇编码为65261。

## 政治
拉朗所属的省级选区为山丘县。

## 人口

1962-2008年间拉朗人口变化图示

拉朗于2022年1月1日时的人口数量为46人。